# Afrig
Afrig – król chorezmijski, żyjący na przełomie III i IV wieku. Założyciel dynastii Afrygidów. Objął tron w 305 roku. Przeniósł stolicę państwa z Torpak-Kala do Kijat, gdzie wzniósł potężny zamek Fir.
Postać Afriga pojawia się w pierwszym tomie trylogii Teodora Parnickiego Twarz księżyca.